# 사토 류노스케
사토 류노스케(일본어: 佐藤 龍之介, 2006년 10월 16일~)는 일본의 축구 선수이다.

## 구단 경력
2023년 J1리그의 FC 도쿄에 입단하였다. 2025년 파지아노 오카야마로 임대 이적했다.

## 국가대표팀 경력
그는 2023년 FIFA U-17 월드컵에 참가할 일본 U-17 국가대표팀에 발탁되었으며, 4경기에 출전했다.
2025년 FIFA 월드컵 예선에 참가할 일본 국가대표팀에 발탁되었으며, 6월 10일 인도네시아와의 경기에서 데뷔했다. 2025년 EAFF E-1 풋볼 챔피언십에도 출전, 우승을 차지했다.